# Cantón de Pont-de-Vaux
El cantón de Pont-de-Vaux (en francés canton de Pont-de-Vaux) era una división administrativa francesa del departamento de Ain, en la región de Ródano-Alpes.

## Composición
El cantón estaba formado por doce comunas:
- Arbigny
- Boissey
- Boz
- Chavannes-sur-Reyssouze
- Chevroux
- Gorrevod
- Ozan
- Pont-de-Vaux
- Reyssouze
- Saint-Bénigne
- Saint-Étienne-sur-Reyssouze
- Sermoyer

## Supresión del cantón
En aplicación del decreto nº 2014-147 del 13 de febrero de 2014, el cantón de Pont-de-Vaux fue suprimido el 1 de abril de 2015 y sus 12 comunas pasaron a formar parte del cantón de Replonges.